# 阮惟善
阮惟善（越南语：／；1865年—？年），越南阮朝官員。

## 生平
阮惟善是北寧省順成府文江縣多牛總多牛社（今屬興安省文江縣新進社）人，嗣德十八年（1866年）出生。同慶三年（1888年），參加河南場鄉試，考中舉人。成泰十三年（1901年），阮惟善會試中格，庭試考中副榜。維新年間，阮惟善歷任環龍知縣、山西督學。